# 1,1-dicloro-3,3-dimetil-1-buteno
El 1,1-dicloro-3,3-dimetil-1-buteno, o 1,1-dicloro-3,3-dimetilbut-1-eno de acuerdo a la nomenclatura IUPAC, es un compuesto orgánico de fórmula molecular C5H10Cl2. Es un haloalqueno no lineal de cinco carbonos en el cual dos átomos de cloro están unidos a cada uno de los carbonos terminales..

## Propiedades físicas y químicas
A temperatura ambiente, el 1,1-dicloro-3,3-dimetil-1-buteno es un líquido con una densidad superior a la del agua, ρ = 1,1 ± 0,1 g/cm³. Tiene su punto de ebullición a 143 °C y su punto de fusión a -58 °C, pero ambos valores son estimados, no experimentales.
El valor del logaritmo de su coeficiente de reparto, logP ≃ 3,53, indica que es más soluble en disolventes apolares que en disolventes polares.

## Síntesis
Para obtener 1,1-dicloro-3,3-dimetil-1-buteno se hace reaccionar 1-cloro-3,3-dimetil-1-butino con bis(3-metilbut-2-il)borano para dar (Z)-(1-cloro-3,3-dimetilbut-1-enil)borano. El tratamiento posterior de este borano con cloruro de cobre (II) y agua, en tetrahidrofurano, proporciona 1,1-dicloro-3,3-dimetil-1-buteno con un 92% de rendimiento.
Este cloroalqueno también se puede producir por reacción de 1,1-dicloroetileno con cloruro de terc-butilo a una temperatura comprendida entre -30 °C y 100 °C, en presencia de un cloruro metálico como catalizador. Sin embargo, además de 1,1-dicloro-3,3-dimetil-1-buteno, se obtiene 1,1,1-tricloro-3,3-dimetilbutano.
Se consigue un rendimiento del 89% si se emplea una suspensión de tricloruro de hierro anhidro en cloruro de metileno, en un ambiente de nitrógeno inerte, a la que se añade una mezcla de cloruro de terc-butilo y cloruro de vinilideno.

## Usos
El 1,1-dicloro-3,3-dimetil-1-buteno se usa como intermediario en la preparación del 2-alquilacetileno equivalente y su respectiva sal, junto al ácido 2-alquilacético correspondiente.
Actúa también como intermediario en la síntesis de ciclopropilacetileno, reactivo esencial en la síntesis asimétrica de (S)-6-cloro-4-ciclopropiletinil-4-trifluorometil-1,4-dihidro-2H-3,1-benzoxazin-2-ona, valioso inhibidor de la transcriptasa inversa del virus de la inmunodeficiencia humana (VIH) con actividad antirretroviral.
Asimismo se puede usar en la preparación de monoclorometil cetonas y 1-ariloxi-metil cetonas.